# موريس ديفيل
موريس ديفيل (بالفرنسية: Maurice Deville)‏ (31 يوليو 1992 في ألمانيا - ) هو لاعب كرة قدم لوكسمبورغي في مركز الوسط. شارك مع منتخب لوكسمبورغ تحت 19 سنة لكرة القدم ومنتخب لوكسمبورغ تحت 21 سنة لكرة القدم ومنتخب لوكسمبورغ لكرة القدم. أما مع النوادي، فقد لعب مع ألمانيا آخن ونادي ساربروكن ونادي كايزرسلاوترن و1. FC Kaiserslautern II ‏ ونادي إلفرسبيرغ.

## وصلات خارجية
- موريس ديفيل على موقع الاتحاد الدولي (مؤرشف)  (الإنجليزية)
- موريس ديفيل على موقع الاتحاد الأوربي (الإنجليزية)
- موريس ديفيل على موقع قاعدة بيانات كرة القدم.إي يو (الإنجليزية)
- موريس ديفيل على موقع بيانات كرة القدم. دي إي (الألمانية)
- موريس ديفيل على موقع ناشيونال فوتبول تيمز (الإنجليزية)
- موريس ديفيل على موقع Soccerway.com (الإنجليزية)
- موريس ديفيل على موقع عالم كرة القدم.نت (الإنجليزية)
- موريس ديفيل على موقع AS.com (الإسبانية)